# 高山栎
高山栎（学名：[Quercus semecarpifolia] 错误：{{Lang}}：文本有斜体标记（帮助））为壳斗科栎属的植物。

## 形态

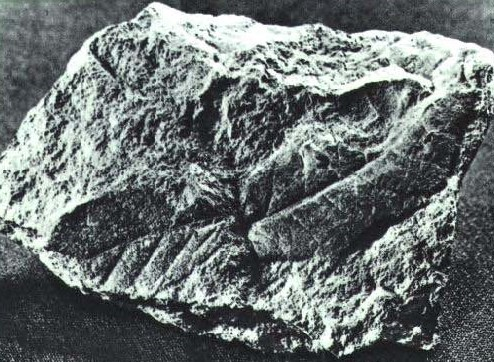
1964年希夏邦马峰高山栎化石

常绿乔木，高可达25米。椭圆形至长椭圆形的叶片，先端圆或钝，全缘或有刺状锯齿，中脉中部以上呈“之”字形曲折延伸，叶柄短，有时无柄；盘形壳斗，包围球形坚果的基部，当年成熟。

## 分布
分布于中国大陆的西藏等地，生长于海拔2,600米至4,000米的地区，一般生长在山谷栎林、山坡和松栎林中，目前尚未由人工引种栽培。